# William Vallance Douglas Hodge
Pour les articles homonymes, voir Hodge.
William Vallance Douglas Hodge (17 juin 1903 - 7 juillet 1975) est un mathématicien écossais. Il fut l'élève d'Edmund Taylor Whittaker. Il est notamment connu pour ses travaux reliant la géométrie différentielle (entre autres la dualité de Hodge) et la géométrie algébrique. Il a formulé la conjecture qui porte son nom.

## Prix et distinctions
- 1936 : Prix Adams
- 1952 : Prix Senior Berwick
- 1957 : Médaille royale
- 1959 : Médaille De Morgan
- 1974 : Médaille Copley